# Parapsectrocladius escondido
Parapsectrocladius escondido är en tvåvingeart som beskrevs av Peter Scott Cranston 2000. Parapsectrocladius escondido ingår i släktet Parapsectrocladius och familjen fjädermyggor. Inga underarter finns listade i Catalogue of Life.